# Prieuré de l'Île-d'Arz
La mairie-école de l'Île-d'Arz (autrefois prieuré de l'Île-d'Arz ou prieuré Notre-Dame) est la mairie de la commune d'Île-d'Arz, dans le Morbihan.

## Localisation
Le bâtiment est situé rue du Vrai-Secours, immédiatement au sud de l'église de la Nativité.

## Histoire
Un premier prieuré est fondé à cet emplacement en même temps que l'église voisine, au XIe siècle au bénéfice du curé de la paroisse. Ce prieuré dépend de l'abbaye Saint-Gildas de Rhuys, auquel appartient la moitié sud de l'île par un don de Geoffroy Ier de Bretagne.
Le plus ancien titre connu concernant ce prieuré remonte à novembre 1507 : il indique que Dom François du Beisit, religieux de Saint-Gildas de Rhuys, en était alors le prieur.
L'édifice, tel qu'il se présente actuellement, est reconstruit au XVIIIe siècle. Il est confisqué à la Révolution et vendu à M. Le Barre le 6 juillet 1795. Il devient ultérieurement, à une date inconnue, le siège de la mairie et de l'école communale.
Les façades et toitures sont inscrites au titre des monuments historiques par arrêté du 15 janvier 1979.

## Architecture
Le bâtiment se présente comme un corps de logis central, auquel sont accolés deux pavillons carrés. Un escalier en fer à cheval, une lucarne à fronton et une deuxième lucarne transformée en porte ornent la façade occidentale.